# Cryptocapnos chasmophyticus
Cryptocapnos chasmophyticus är en vallmoväxtart som beskrevs av K. H. Rechinger. Cryptocapnos chasmophyticus ingår i släktet Cryptocapnos och familjen vallmoväxter. Inga underarter finns listade i Catalogue of Life.